# Lindsey Robertson
Lindsey Robertson (Atlanta (Georgia), 17 mei 1983) is een Amerikaans professioneel skateboarder. Hij staat bekend om de ongelofelijke techniek van zijn Heelflips, die hij tevens van enorme trappen en andere obstakels af doet.

## Huidige sponsors
- Mystery Skateboards
- DC Shoes
- Pharmad Boardshop